# Macrotis lagotis
Macrotis lagotis là một loài động vật có vú trong họ Thylacomyidae, bộ Peramelemorphia. Loài này được Reid mô tả năm 1836.
Loài này sinh sống ở các khu vực khô cằn của trung bộ nước Úc. Phạm vi và dân số của chúng đang suy giảm.

## Môi trường sống
Đã từng phổ biến ở các vùng khô cằn, bán khô hạn và tương đối màu mỡ, loài này hiện đang hạn chế trong các vùng khô cằn và vẫn là một loài bị đe dọa. Chúng ở trong một cái hang nhỏ xoắn xuống, khiến cho những kẻ săn mồi của chúng khó chui vào trong hang. Chúng thích môi trường sống khô cằn vì có triodia và các bụi cây keo. 

## Hình ảnh

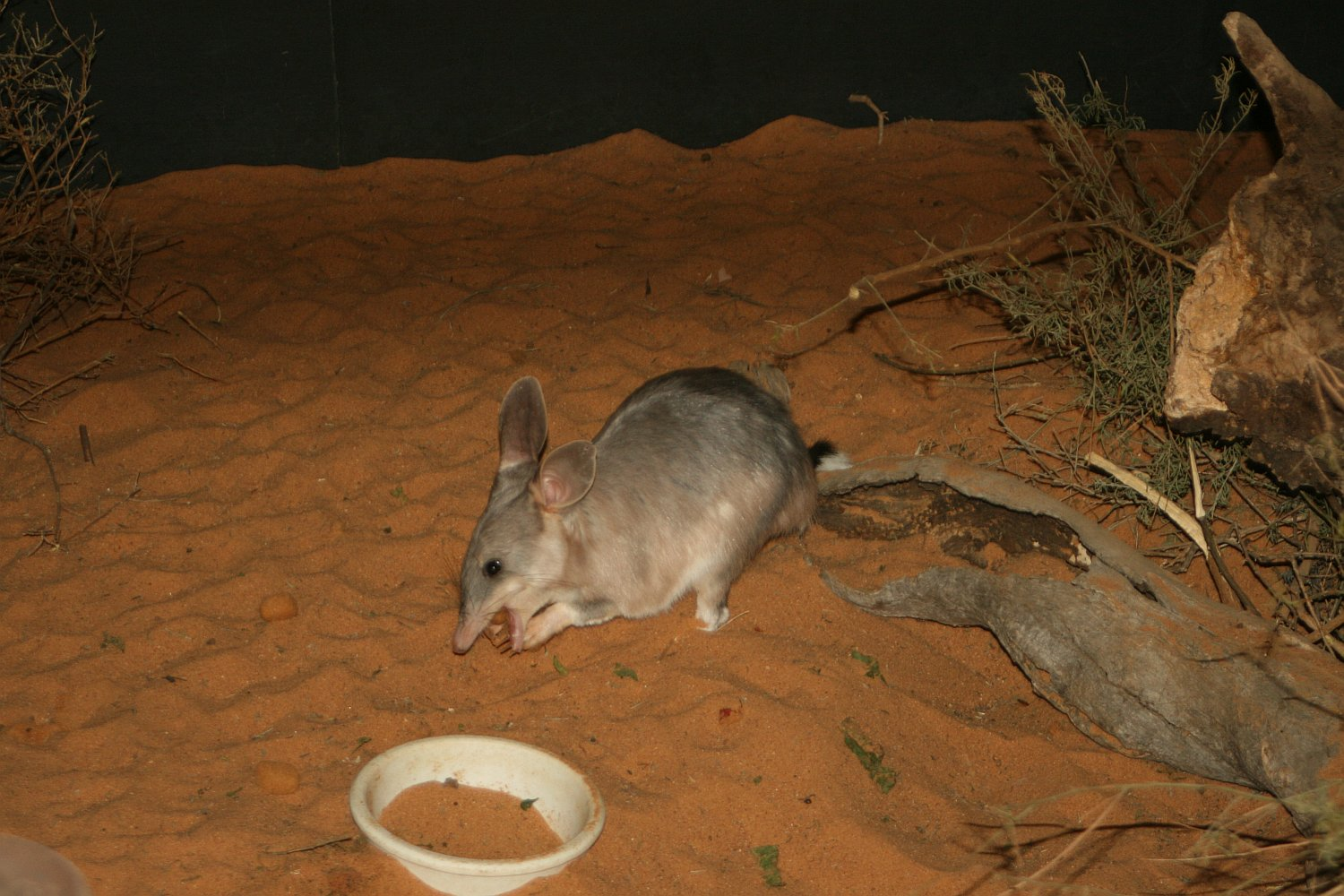
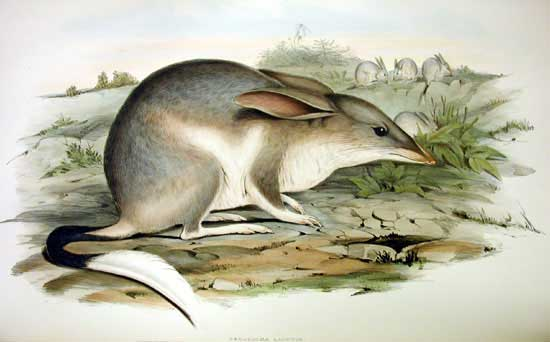
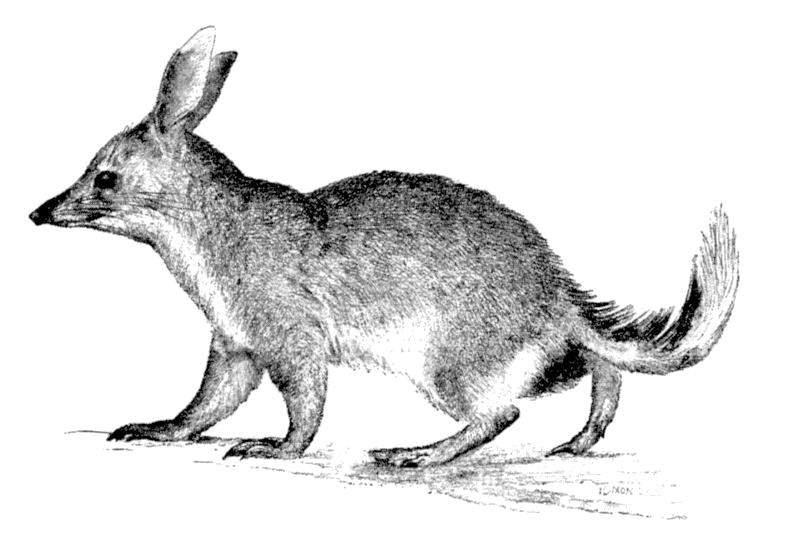
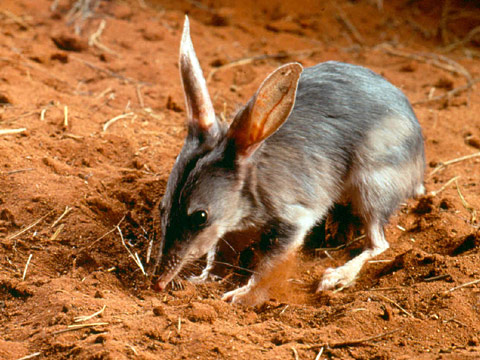